# Kirchenkreis
Ein Kirchenkreis ist in einigen evangelischen Kirchen ein Zusammenschluss mehrerer benachbarter Kirchengemeinden.
In anderen Kirchen heißt die vergleichbare Ebene in der Verwaltungshierarchie Kirchenbezirk, Dekanat, Propstei, Ephorie, Superintendentur oder in der Lippischen Landeskirche Klasse. In älterer Literatur findet sich auch der Begriff der Kreisgemeinde.
Der Kirchenkreis ist meist eine rechtsfähige kirchliche Körperschaft des öffentlichen Rechts.

## In den Landeskirchen der EKD

### Evangelische Landeskirche in Württemberg
In der Evangelischen Landeskirche in Württemberg ist das Dekanat der Aufsichtsbezirk des Dekans (über seine dem Dekanat angehörigen Pfarrer bzw. Pfarrämter) und der Kirchenbezirk ist die öffentlich-rechtliche Körperschaft. In den meisten Fällen sind seelsorgerliches und verwaltungsrechtliches Gebiet deckungsgleich, nicht aber beispielsweise im Kirchenkreis Stuttgart, der rechtlich gesehen ein Kirchenbezirk ist, der aus vier Dekanaten besteht. In Württemberg ist dies der einzige Kirchenkreis, die anderen vergleichbaren Körperschaften sind Kirchenbezirke.

### Evangelische Kirche Berlin-Brandenburg-schlesische Oberlausitz
In der Evangelischen Kirche Berlin-Brandenburg-schlesische Oberlausitz bestehen derzeit (Stand 2022) 25 Kirchenkreise, die jeweils einem von drei Sprengeln zugeordnet sind. Die Leitung erfolgt durch einen Superintendenten oder eine kollegiale Leitung. Der Reformierte Kirchenkreis Berlin-Brandenburg hat eine Sonderstellung.

### Evangelische Kirche in Mitteldeutschland
Die Evangelische Kirche in Mitteldeutschland gliedert die Kirchenkreise zunächst in Pfarrbereiche, denen eine oder mehrere Kirchengemeinden angehören.

### Evangelische Landeskirche Anhalts
Die Evangelische Landeskirche Anhalts fasst ihre Kirchengemeinden zu fünf Kirchenkreisen zusammen. Diese sind keine Körperschaften des öffentlichen Rechts.

### Evangelisch-Lutherische Kirche in Norddeutschland
Die Evangelisch-Lutherische Kirche in Norddeutschland ist in drei Sprengel als geistliche Aufsichtsbezirke gegliedert, in denen es dreizehn Kirchenkreise gibt.

### Evangelische Kirche im Rheinland
Die Evangelische Kirche im Rheinland ist in 37 Kirchenkreise gegliedert.

### Weitere
In den Landeskirchen Baden und Bayern ist der Kirchenkreis, auch Prälatur genannt, jedoch die nächsthöhere Ebene; er erstreckt sich also über mehrere Dekanate bzw. Kirchenbezirke. Kirchenkreise in diesem Sinne sind nicht rechtsfähig, sondern bezeichnen nur ein Zuständigkeitsgebiet. Ebenso verhält es sich in der Evangelischen Kirche in Hessen und Nassau. Hier wird die mehrere Dekanate umfassende Ebene als Propstei bezeichnet.

### Ehemalige
- Die Evangelisch-Lutherische Landeskirche Mecklenburgs hatte fünf Kirchenkreise, die mehrere Propsteien zusammenfassten.
- Die Pommersche Evangelische Kirche hatte bis zum Aufgehen in der Nordkirche Kirchenkreise, deren Zahl 1997 auf vier reduziert wurde.

## Leitung
Leitender Geistlicher des Kirchenkreises ist der Kreispfarrer oder Kreisoberpfarrer bzw. Dekan, Propst, Ephorus oder Superintendent. Die Verwaltungsarbeit eines Kirchenkreises geschieht im Kirchenkreisamt (KKA), auch Bezirkskirchenamt, Kreiskirchenamt, Kirchenamt, Rentamt oder Kirchenverwaltungsamt genannt.

## Trägerschaften
Ein Kirchenkreis kann Träger des lokalen Stadtjugendpfarramtes bzw. Kreisjugenddienstes sowie verschiedener diakonischer Einrichtungen sein. In vielen Landeskirchen gibt es kreiskirchliche Pfarrstellen. Das sind Pfarrstellen, die übergemeindliche Aufgaben wahrnehmen und deshalb nicht einer Gemeinde zugeordnet, sondern auf der Ebene des Kirchenkreises angesiedelt sind, zum Beispiel Pfarrstellen für Religionsunterricht, Krankenhausseelsorge, Telefonseelsorge oder Arbeit mit Behinderten.